# 2012年ロンドンオリンピックのコンゴ民主共和国選手団
2012年ロンドンオリンピックのコンゴ民主共和国選手団（2012ねんロンドンオリンピックのコンゴみんしゅきょうわこくせんしゅだん）は、2012年7月27日から8月12日までイギリスのロンドンで開催されたロンドンオリンピックコンゴ民主共和国選手団の名簿。

## 選手団
- 人員: 選手 4人
- 開会式旗手: Zatara Mande Ilunga

## 種目別選手・スタッフ名簿及び成績

### 陸上競技
- Zatara Mande Ilunga（男子マラソン）途中棄権
- Chancel Ilunga Sankuru（女子1500m）5分5秒25 予選敗退

### ボクシング
- Meji Mwanba（男子スーパーヘビー級）第1回戦敗退

### 柔道
- Cedric Mandembo（男子100kg超級）第1回戦敗退